# Харал Прекраснокосия
Харал Прекраснокосия (на норвежки: Harald Hårfagre (произношение на български: Харал Хорфагре), или Харал I (ок. 850 г. – ок. 933 г.) е първият викингски владетел, който успява да подчини и обедини голяма част от територията на днешна Норвегия, поради което е считан и за първия крал на Норвегия. Харал, подобно на други ранни викингски крале, е полумитологична фигура, повечето от биографичните факти за която не могат да бъдат установени със сигурност. Основен източник на информация за живота му са староисландските саги, които представляват записи на устни предания със спорна историческа достоверност. Двете саги, които го споменават, са Glymdrápa и Hrafnsmál, написани през 9 век от негов придворен скалд. В Glymdrápa се разказва за спечелените от Харал битки, а в Hrafnsmál се описва как протича животът в двора му, разказва се, че си е взел за жена датчанка и че е спечелил битката при Хафърсфиорд.
Харал е син на Халвдан Черния, владетел на Вестфол – област в днешна югоизточна Норвегия. Приема се, че Харал е първият владетел, обединил под властта си обширни части от днешна Норвегия, въпреки че е спорно колко и кои точно са тези части. Знае се, че е имал многолюдно потомство от различни жени, но точно колко многолюдно също не може да бъде установено със сигурност. Според скалдическите поеми, единствените писмени източници от времето на самия Харал, в които той се споменава, той имал 9 сина. Според староисландските саги е имал между 11 и 20 сина. Още приживе към 930 г. той предава властта на сина си Ейрик Кървавата брадва.
Сагата разказва, че Харал пристъпил към подчиняването на норвежките територии, след като Гийда, дъщеря на Айрик, владетел на Хордалан, му го поставила като условие, за да се омъжи за него. Първоначално Гийда отхвърлила предложението за женитба на Харал, като заявила, че не би се омъжила за незначителен владетел, притежаващ само малко земи, какъвто по онова време бил Харал, който властвал само над една област в днешна югоизточна Норвегия. Харал се зарекъл да не подстригва косата си, докато не изпълни условието на Гийда и не я спечели за жена. Оттук и прозвището му „Прекраснокосия“. След множество битки Харал успял да наложи властта си върху много от малките, независими норвежки княжества и спечелил ръката на Гийда, която станала първата кралица на обединена Норвегия.